# مرغ‌هایی که از تخم‌مرغ‌های پخته به دست می‌آیند
مرغ‌هایی که از تخم‌مرغ‌های پخته به دست می‌آیند نمایشنامه‌ای از محمد چرمشیر است که اولین بار در سال ۱۳۷۶، در نهمین جشنواره نمایش‌های سنتی و آیینی با کارگردانی سیروس کهوری‌نژاد به‌روی صحنه رفت. این نمایشنامه در سال ۱۳۷۷، در مجله کتاب صحنه به‌چاپ رسیده است.

## شخصیت‌ها
- جوان
- پیرمرد
- مرد